# Jessica Lange
Pour les articles homonymes, voir Lange.
 (avril 2022).
Si vous disposez d'ouvrages ou d'articles de référence ou si vous connaissez des sites web de qualité traitant du thème abordé ici, merci de compléter l'article en donnant les références utiles à sa vérifiabilité et en les liant à la section « Notes et références ».
Jessica Lange (en anglais [læŋ]) est une actrice et photographe américaine, née le 20 avril 1949 à Cloquet, dans le Minnesota.
Elle a remporté plusieurs récompenses, notamment deux Oscars, trois Emmys, cinq Golden Globes, un Tony et un SAG Awards, faisant d'elle l'une des très rares actrices à détenir la "Triple Crown of Acting (Oscar/Emmy/Tony). En 1998, Entertainment Weekly la classe parmi les vingt-cinq meilleures actrices des années 1990.
Elle est découverte au début des années 1970 par le producteur Dino De Laurentiis ; ce dernier la fait jouer dans le remake de King Kong, qui lui vaut son premier Golden Globe. Acquérant rapidement une certaine reconnaissance dans le monde du cinéma, elle est aujourd'hui considérée comme une des meilleures actrices au monde, jouant aux côtés d'acteurs comme Jack Nicholson, Robert De Niro ou encore Anthony Hopkins.
Depuis 2011, elle est également présente à la télévision où elle collabore de manière récurrente avec Ryan Murphy. Elle y est connue pour ses rôles dans la série télévisée d'anthologie horrifique American Horror Story, ainsi que pour son rôle dans la première saison de Feud et plus récemment The Politician.

## Biographie
Jessica Phyllis Lange est née le 20 avril 1949 à Cloquet, dans le Minnesota. Son père, Albert John Lange (1913-1989), est enseignant et vendeur ambulant, et sa mère, Dorothy Florence, née Shalman, (1913-1998) est femme au foyer. Elle a deux sœurs aînées, Ann et Jane, ainsi qu'un frère, George. Son père a des ascendants originaires d'Allemagne et des Pays-Bas, alors que sa mère a des ascendants originaires de Finlande. En raison du travail de son père, sa vie est plutôt chaotique, sa famille ayant déménagé dans une dizaine de villes du Minnesota. La famille Lange finit par revenir à Cloquet, où Jessica fait ses études secondaires à la Cloquet High School.
En 1967, elle reçoit une bourse pour étudier l'art et la photographie à l'université du Minnesota. Au printemps 1968, Lange suit un cours avec un jeune professeur de photographie nommé Jay Hines. C'est ce cours qui lui ouvre les portes d'une nouvelle vie pleine d'aventures. Le département des arts plastiques est le lieu de prédilection de deux jeunes photographes, Francisco « Paco » Grande et Danny Seymour. Tombé amoureux, Paco la convainc de tout abandonner, de quitter l'école et sa famille. Elle décide de partir à l'aventure en Europe avec Grande et Seymour. Ils rejoignent l'Espagne puis Paris en pleine révolution de Mai 68. Lange, Grande, Seymour et Levene, un vendeur ambulant rencontré à Paris, s'entassent dans un Land Rover d'occasion et se dirigent vers Amsterdam.
Après leur aventure européenne, Lange, Grande et Seymour s'installent à New York, où ils vivent avec l'artiste de performance Ellie Klein à l'angle de Broadway et Prince Street. Ils font la connaissance de la danseuse aérienne Batya Zamir et de son mari artiste expérimental, Richard Van Buren. Lange et les autres montent un spectacle de mime à  l'angle de 23rd Street et Union Square intitulé The Mime & Medicine Show. Après cela, le trio s'installe dans un loft à l'angle de Broome Street et West Broadway mais se fait expulser à cause de plaintes pour bruit. Ils montent un deuxième spectacle de mime, Mondo Frico, dans un loft de Leonard Street loué par l'artiste Alan Shields.
Fin 1968, Danny Seymour utilise une partie de l'argent de sa famille pour acheter trois lofts au 184 Bowery, un ancien hôtel particulier recouvert de contreplaqué et couvert de graffitis. Il élit domicile au dernier étage ; Lange et Grande installent leur galerie au sixième étage et Seymour donne le troisième loft au photographe suisse Robert Frank, qui vient d'être expulsé par sa première femme. L'immeuble devient rapidement un lieu de rencontre pour les jeunes photographes intéressés par le surréalisme documentaire, comme Danny Lyon (en) et Larry Clark. Jessica s'essaie à la photographie et à l'art conceptuel, peignant de minuscules boîtes en formica.
« Mais à l'été de Woodstock (1969), nous en avions vraiment marre de New York », raconte Grande. Les deux vendent leur loft, achètent une camionnette et partent en Californie. À San Francisco, ils fréquentent les musiciens de blues Michael Bloomfield et Mark Naftalin (en).
En janvier 1970, Grande se rend au Mexique avec Lange. Grande embarque à bord d'un bimoteur Cessna 402A pouvant accueillir neuf passagers et transportant quarante caisses de dix kilos de marijuana de très bonne qualité. « Mon idée était de réaliser un documentaire sur un trafic de drogue », raconte-t-il. Mais pendant le vol, le taux d'oxygène baisse dans l'avion au point que Grande et le pilote s'évanouissent. Lorsque le commandant de bord reprent ses esprits, il a tout juste le temps d'atterrir l'avion sur le ventre dans un minuscule aéroport du Nouveau-Mexique. Le pilote s'enfuit et ne sera rattrapé que six mois plus tard. Grande, lui, est immédiatement appréhendé et jeté dans « la même prison où ils ont tourné Easy Rider », raconte-t-il.
Les parents de Grande, issus d'une famille aisée, sont consternés mais passent à l'action. « Ma mère est venue et a pleuré en espagnol, puis Jessica est venue et a pleuré en anglais, elle était magnifique », raconte Grande. Sur les conseils de son avocat, il trouve un emploi régulier de glaçage de beignets à Albuquerque, et lui et Lange se marient à Cloquet le 29 juillet 1970. Pour leur lune de miel, ils embarquent sur le voilier de Seymour au large de Shelter Island à New York en août 1970.
Cet automne-là, alors que Grande rend régulièrement visite à son agent de probation, Seymour réunit le casting de Home Is Where the Heart Is, un court métrage sur la solitude et la consommation de drogue. Lange y joue une serveuse, sa première performance à l'écran. Après cela, l'équipe tombe sous le charme du film de Marcel Carné de 1945 Les Enfants du paradis, qui raconte l'amour tragique entre un mime de théâtre et une actrice mondaine.
Sous l'impulsion de Klein, Lange décide de se rendre à Paris pour étudier le pantomime. Elle part sans Grande, qui est toujours en liberté surveillée et ne peut quitter le pays. Elle loue un appartement rue des Rosiers dans le Marais. Elle se fait tatouer un quart de lune sur la hanche et adopte un oiseau de compagnie. Jessica y étudie le mime sous la direction d'Étienne Decroux et rejoint l'Opéra-Comique comme danseuse.
Début 1971, Grande obtient l'abandon des poursuites et la restitution de son passeport. Il rejoint Lange à Paris. Elle le met à la porte au bout de quelques mois et il finit par partager une chambre avec un mime et un saxophoniste d'Alger. En août, le couple se réconcilie et il échange leur appareil photo Leica contre une Volkswagen cabossée. Ils séjournent un mois dans la maison ancestrale des Grande, située dans un petit village du nord de l'Espagne et datant du XVIe siècle.
De retour à Paris, Lange se consacre sérieusement au mime. Ses cours se déroulent dans le sous-sol d'une petite maison en briques de Boulogne-Billancourt. Decroux a alors 73 ans, mais il est toujours aussi actif.
À Paris, Jessica partage un appartement avec les mannequins Jerry Hall et Grace Jones lorsqu'elle est découverte à l'été 1972 par l'illustrateur de mode Antonio Lopez et devient l'une de ses muses préférées. Lopez prononçait son nom à la française, L'Ange, pour que cela sonne comme « l'ange ».
Seymour envisage de se désintoxiquer, de faire une cure de sommeil ou de recevoir une transfusion sanguine. Mais lorsque la tournée des Stones se termine en octobre, il a achète un yacht en bois de onze mètres pour 70 000 dollars en liquide et disparaît par la suite. Lange et Grande se revoient à New York et prennent immédiatement l'avion pour la Colombie pour chercher Seymour. Après l'une des plus grandes chasses à l'homme de l'histoire maritime au printemps 1973, les recherches ont été interrompues. Le yacht est retrouvé mais le corps de Seymour n'a jamais été retrouvé. Il n'est officiellement déclaré mort qu'en 1981, l'année où Lange et Grande divorcent finalement.
Après le traumatisme de la perte de leur meilleur ami, le couple se reforme et loue un petit appartement au cinquième étage sans ascenseur à Greenwich Village. Elle commence à travailler comme serveuse à la Lion's Head Tavern et à suivre des cours sur Bank Street avec un professeur d'art dramatique nommé Herbert Berghof, qui a été un ami proche de Marlon Brando. Lange tombe amoureuse du métier d'actrice. « C'est la première chose qui m'a semblé complète », déclare-t-elle au Sunday Times Magazine de Londres en 2008. À cette époque, Grande est presque aveugle à cause d'une maladie génétique appelée rétinite pigmentaire.
Le dimanche après-midi, elle fait du mime dans le parc de Washington Square pour gagner un peu d'argent pendant qu'il prend des photos, accompagné de son chien-guide. Ils font la connaissance de nombreux autres musiciens de rue et de quelques trafiquants de drogue qui vivent pratiquement dans le parc. En 1974, Lange signe un contrat à l'agence Wilhelmina Models parce qu'elle a entendu dire que les réalisateurs de cinéma embauchent des mannequins plutôt que des actrices formées pour des rôles de choix.
Sa stratégie fonctionne. En 1976, Dino De Laurentiis appelle l'agence à la recherche d'une une jeune ingénue potentielle pour un remake du film classique King Kong. Quelqu'un chez Wilhelmina se souvient vaguement que Lange a étudié le théâtre. En vingt-quatre heures, elle et deux autres personnes sont dans un avion pour la Californie. Lors de son essai, le réalisateur John Guillermin s'écrie : « J'ai trouvé ma Fay Wray ! » Et voilà : bientôt, Lange partage l'affiche avec un gorille mécanique de quatorze mètres de haut. Sa vie de bohème est terminée.

## Carrière

### Années 1970
Jessica Lange débute au cinéma dans le remake du film King Kong, réalisé par John Guillermin et produit par Dino De Laurentiis. Le film est un succès au box-office, devenant le cinquième film le plus rentable de 1976 et recevant même une nomination à l'oscar pour les meilleurs effets spéciaux. Mais la critique n'hésite pas à démolir le film, ainsi que l'interprétation de Lange. Cependant, Pauline Kael, une critique cinématographique à la renommée mondiale, n'hésite pas à comparer l'actrice débutante à Carole Lombard, disant que le public l'aime autant qu'il a aimé Lombard. La même année, Jessica Lange remporte le Golden Globe de la révélation féminine de l'année. Elle reste une favorite de Kael qui dira plus tard de Lange qu'elle « possède une structure du visage que l'appareil aspire, et elle a du talent aussi ».
En 1979, Bob Fosse, ami et petit ami de Lange, donne à l'actrice le rôle d'Angelique « L'Ange de la Mort » dans son film semi-autobiographique Que le spectacle commence, un rôle spécialement écrit pour elle. Lange et Fosse resteront amis jusqu'à la mort de celui-ci en 1987.

### Années 1980
Lange a commencé la décennie avec un film qui reçoit de très mauvaises critiques et qui disparaît rapidement des salles de cinéma, Les nanas jouent et gagnent (How to Beat the High Co$t of Living) sorti en 1980. Un an plus tard, le réalisateur Bob Rafelson la contacte concernant un projet sur lequel il travaille avec Jack Nicholson, l'ayant fait auditionner en 1978 pour son film En route vers le sud. Rafelson paye le voyage de Lange pour New York. Son choix fut fait après qu'il eut parlé avec Lange au téléphone pendant trente minutes avant leur rendez-vous. Il a ensuite inscrit le nom de l'actrice dans un morceau de papier, l'a placé dans une enveloppe et l'a scellée. Après des auditions et rendez-vous avec différentes actrices (même si Rafelson avait déjà fait son choix), le choix final était compris entre Jessica Lange et Meryl Streep. À la fin, Bob Rafelson a donné le rôle à Lange, face à Nicholson dans son remake du film classique noir Le facteur sonne toujours deux fois. Rafelson a également donné la lettre scellée. Bien que ce film controversé ait reçu des critiques mitigées, Jessica Lange est largement louée pour sa performance.
Graeme Clifford la remarque lors de la sortie du Facteur sonne toujours deux fois et décide de lui donner le premier rôle dans son premier film en tant que réalisateur, Frances, avec comme partenaire Kim Stanley et Sam Shepard. Lange obtient le rôle de l'actrice Frances Farmer, dont la désillusion avec Hollywood et les antécédents familiaux chaotiques l'ont conduite vers un destin tragique. Le tournage fut particulièrement éprouvant pour Jessica Lange, qui a étudié de près le scénario scène par scène, créant des liens profonds entre sa vie et celle de Farmer afin de puiser les émotions nécessaires au personnage. Elle fut physiquement et psychologiquement affectée par ce tournage, ce qui l'amena à suivre le conseil de sa partenaire Kim Stanley, jouer ensuite quelque chose de léger : ce sera Tootsie de Sydney Pollack, face à Dustin Hoffman.
En 1982, Jessica Lange est la première actrice à recevoir deux nominations à l'oscar en 40 ans. Nommée dans la catégorie meilleure actrice pour Frances, elle remporte l'Oscar de la meilleure actrice dans un second rôle pour Tootsie. Sa performance dans ce film lui a également valu le Golden Globe, le National Society of Film Critics, le New York Film Critics Circle,le Boston Society of Film Critics et le Kansas City Film Critics Circle. Elle remporte également le prix de la meilleure actrice au Festival international du film de Moscou pour Frances. En 1984, Lange joue de nouveau face à Sam Shepard dans le film Les Moissons de la colère de Richard Pearce. Sa performance lui vaut une nouvelle fois une nomination à l'Oscar de la meilleure actrice et aux Golden Globes. La même année, elle fait ses débuts à la télévision dans La Chatte sur un toit brûlant, adapté de la pièce de Tennessee Williams, dans le rôle de Maggie avec comme partenaire Tommy Lee Jones. L'année suivante, aux côtés de Jane Fonda et Sissy Spacek, elle témoigne devant le Congrès des États-Unis.
À la fin de l'année 1985, elle interprète le rôle de la chanteuse Patsy Cline dans le biopic Sweet Dreams, réalisé par Karel Reisz, opposé à  Ed Harris, Ann Wedgeworth et John Goodman. Elle est nommée une quatrième fois à l'Oscar de la meilleure actrice. Dans plusieurs interview, Meryl Streep a dit qu'elle avait « supplié » Reisz pour qu'il la prenne dans son film La Maîtresse du lieutenant français alors que le premier choix du réalisateur était Jessica Lange. Streep a également dit que la performance de Lange était « au-delà du merveilleux » dans ce film et qu'elle « ne pouvait s'imaginer le faire aussi bien ou se rapprocher de Jessica » parce que ce qu'elle « avait fait était incroyable ».
Les films de Lange vers la fin des années 1980 incluant Crimes du cœur (1986), Far North (1988) et Everybody's All-American (1988), sont passés quasi inaperçus au box-office mais ses performances ont souvent été saluées. En 1989, elle joue dans le film de Costa-Gavras Music Box, où elle incarne une avocate qui défend son père de crimes de guerre nazi. Pour ce rôle, Jessica reçoit une cinquième nomination à l'Oscar et au Golden Globe.

### Années 1990
Pendant les années 1990, Jessica Lange sait séparer sa vie privée et sa vie professionnelle, voulant être présente pour l'éducation de ses enfants. En 1990, elle joue dans le film de Paul Brickman, Men Don't Leave, pour lequel elle reçoit des critiques positives. Elle est ensuite contactée par Martin Scorsese et Robert De Niro pour jouer dans le film Les Nerfs à vif (Cape fear en VO) en 1991, remake du film de 1962. Le film est le douzième plus gros succès au box office de l'année. En 1992, elle reçoit sa septième nomination au Golden Globe de la meilleure actrice pour son rôle dans O Pioneers! (en) de Willa Cather. Ses débuts à Broadway sont mitigés et la même année, elle interprète le personnage de Blanche DuBois dans Un tramway nommé Désir, adaptée le l'œuvre de Tennessee Williams, face à Alec Baldwin. En 1994, elle reçoit l'éloge des critiques pour son rôle de femme d'officier instable et maniaco-dépressive dans Blue Sky, de Tony Richardson. Pour lequel elle finit par gagner l'Oscar de la meilleure actrice ainsi que le Golden Globe de la meilleure actrice.
En 1995, elle reçoit encore des critiques plus qu'élogieuses pour le film Losing Isaiah, avec Halle Berry, Rob Roy et Liam Neeson. La même année, elle reprend son rôle de Blanche DuBois dans l'adaptation télévisuelle d'Un tramway nommé Désir par la CBS, de nouveau face à Alec Baldwin, avec Diane Lane et John Goodman. Les critiques sont de nouveau de son côté et saluent sa performance. Elle gagne son quatrième Golden Globe et sa première nomination au Primetime Emmy Award de la meilleure actrice dans une mini-série ou un téléfilm.
En 1996, elle reprend de nouveau son personnage de Blanche DuBois sur la scène de Londres, recevant de nouveau d'excellentes critiques. L'année suivante, elle joue aux côtés de Michelle Pfeiffer dans le film Secrets, adaptation du roman de Jane Smiley. Elle reçoit sa neuvième nomination au Golden Globe et gagne le prix Schermi d'Amore à la Mostra de Venise. En 1998, elle joue face à Elisabeth Shue dans l'adaptation de l'œuvre de Balzac, La Cousine Bette, pour laquelle elle reçoit de fortes critiques. La même année, Lange joue avec Gwyneth Paltrow dans Du venin dans les veines, qui reçoit généralement de mauvaises critiques. Cependant, le critique Roger Ebert salue la performance de Lange, qui est selon lui "l'élément le plus fascinant du film, qui donne, pour aller plus haut, un peu de pathétique à Martha pour faire lever la psychopathologie".
En 1999, elle joue dans Titus de Julie Taymor, une adaptation de Titus Andronicus de William Shakespeare, aux côtés de Anthony Hopkins et Alan Cumming. Elle reçoit de fortes critiques pour sa performance. Lisa Schwarzbaum du Entertainment Weekly, a mentionné le nom de Lange dans un article destiné à l'Academy of Motion Picture Arts and Sciences. Elle a commenté : « Jessica Lange a déjà deux oscars et six nominations à son actif. Son apparition près des mots des Oscars ne devrait pas être une surprise. Mais tout ce qui concerne sa performance audacieuse dans Titus, dans la peau de Tamora, la Reine des Goths, est une surprise. Revêtue de cuirasses, jurant vengeance, déchirant Shakespeare comme si rien ne pouvait être plus amusant, Lange vole le show - et quand la star du show est Anthony Hopkins, c'est un grand vol ».

### Années 2000
En 2000, Lange entame le nouveau millénaire dans une adaptation de la pièce d'Eugene O'Neill Le Long Voyage vers la nuit, où elle interprète Mary Tyrone. Elle reçoit des critiques élogieuses ainsi qu'une nomination aux Laurence Olivier Awards.
Elle apparaît ensuite dans des rôles secondaires, notamment face à Christina Ricci dans le film Prozac Nation, l'adaptation du best-seller du même nom d'Elizabeth Wurtzel. En 2003, elle joue avec Tom Wilkinson dans le téléfilm de HBO Normal, où elle incarne la femme d'un homme qui souhaite changer de sexe. Elle joue ensuite dans un film sur Bob Dylan, Masked and Anonymous, enchaînant par la suite Big Fish de Tim Burton (2003), Broken Flowers de Jim Jarmusch (2005) et Don't Come Knocking de Wim Wenders (2005). Elle retourne ensuite à Broadway, dans le rôle d'Amanda Wingfield dans La Ménagerie de verre, adaptation de la pièce de Tennessee Williams, face à Christian Slater et Sarah Paulson pour laquelle elle reçoit des critiques mitigées. Elle joue plus tard avec Tammy Blanchard dans le téléfilm Sybil en 2007.
En 2009, elle est choisie pour interpréter Big Eddie dans le téléfilm de HBO Grey Gardens, inspiré du documentaire de 1975 du même nom, avec Drew Barrymore dans le rôle de sa fille, Little Eddie. Le film remporte un énorme succès, s'assurant dix-sept nominations au Primetime Emmy Awards et en remportant cinq. Jessica Lange reçoit ainsi son premier Primetime Emmy Award de la meilleure actrice dans une mini-série ou un téléfilm et acquérant sa onzième nomination au Golden Globe de la meilleure actrice et la deuxième Screen Actors Guild Award, qui reviendront à Drew Barrymore[réf. nécessaire].

### Années 2010

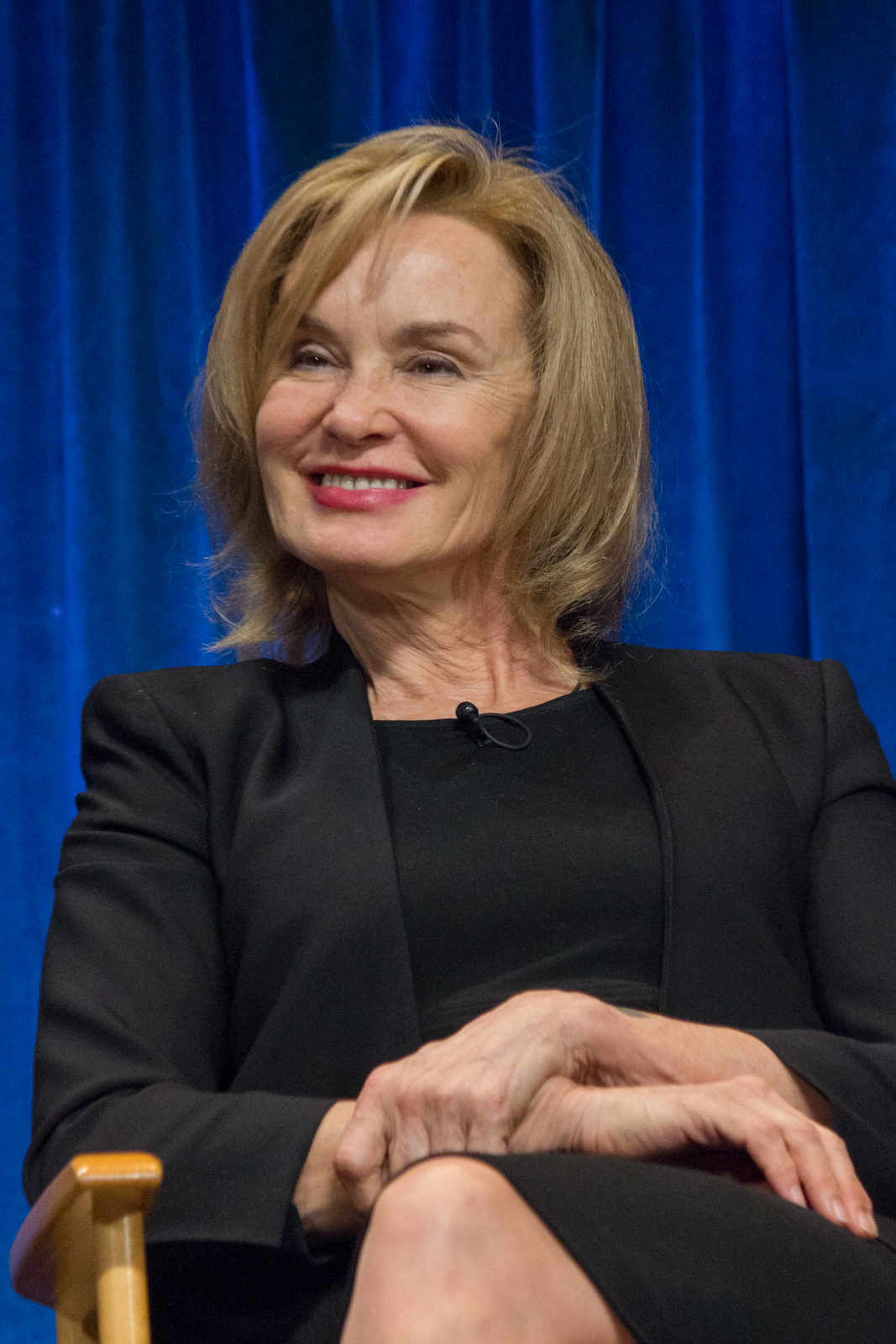
Jessica Lange en 2013 pour la promotion de la saison 2 dAmerican Horror Story.

En 2011, Jessica Lange rejoint la distribution de la série anthologique horrifique American Horror Story de la chaîne FX. Les créateurs Ryan Murphy et Brad Falchuk avaient écrit le personnage de Constance Langdon, l'intrusive voisine, comme étant un personnage secondaire mais l'ont totalement réécrit à la suite de la participation de Lange. Murphy, qui était un fervent admirateur de l'actrice, voulait l'exposer à une nouvelle génération. Il a également dit qu'il avait vu la prestation de Lange en Blanche DuBois, citant sa prestation comme un autre facteur de son embauche. La série a reçu un fort succès, pour la chaîne et les créateurs, mais aussi pour Jessica Lange, qui connaît alors une nouvelle popularité et reçoit des critiques élogieuses sur son rôle ainsi que plusieurs prix.
Elle est alors choisie par TV Guide, Entertainment Weekly et MTV pour la « meilleure performance de 2011 ». Elle gagne ensuite son deuxième Emmy Award, cette fois en tant qu'actrice dans un second rôle, ainsi qu'un Golden Globe dans la même catégorie, ainsi que son premier Screen Actors Guild Award. Elle reçoit également un Dorian Award pour la meilleure performance de l'année ainsi qu'un Satellite Award pour la meilleure performance dans une série télévisée.
2012 est une autre bonne année pour Jessica Lange qui joue un rôle secondaire dans le film Je te promets, aux côtés de Channing Tatum et Rachel McAdams, et fait son retour dans la saison 2 d'American Horror Story intitulée Asylum. Elle joue le rôle de Sœur Jude, une religieuse sadique et tyrannique qui dirige un institut psychiatrique, avant de payer le prix pour le mal qu'elle a infligé, et reçoit pour cette performance d'excellentes critiques et de multiples nominations.
Encore une fois, TV Guide et Entertainment Weekly la choisissent pour la "meilleure performance de 2012". Elle gagne un second Dorian Award, une cinquième nomination à l'Emmy de la meilleure actrice, une treizième au Golden Globe, une quatrième nomination au Screen Actors Guild Award, une seconde nomination au Saturn Award et au Critics' Choice Television Award.
En 2013, American Horror Story voit sa troisième saison, intitulée Coven, atteindre des records. Lange a pour partenaire Kathy Bates et Angela Bassett. Elle y incarne le rôle de Fiona Goode, la Suprême narcissique des sorcières de la Nouvelle-Orléans, prête à tout pour garder sa jeunesse et sa couronne. Elle reçoit pour sa performance de nouveau saluée, un troisième Primetime Emmy Award de la meilleure actrice dans une mini-série ou un téléfilm, un troisième Dorian Award, une quatorzième nomination au Golden Globe et son cinquième Satellite Award. Elle remplace également Glenn Close dans le film En secret, adaptée du roman d'Émile Zola, où elle prend le rôle de Madame Raquin face à Elizabeth Olsen. Le film est un échec mais la critique souligne la sublime performance de Lange.
Début 2014, Lange reçoit son étoile sur le Hollywood Walk of Fame.
En février 2014, Marc Jacobs annonce avoir choisi Jessica Lange comme nouvelle égérie de sa ligne Marc Jabocs Beauty. Le photographe David Sims sera responsable des photos publicitaires alors que Marc Jabocs réalisera lui-même le film publicitaire.
En novembre 2014, Jessica Lange reçoit le L'Oréal Paris Legend Award pour son travail à la télévision et au cinéma. Elle est également la première actrice à recevoir le Kirk Douglas Award, remis lors du Festival international du film de Santa Barbara.
Lange a également joué dans le film The Gambler face à Mark Wahlberg, pour lequel elle reçoit de très bonnes critiques. Elle joue également dans la quatrième saison d'American Horror Story nommée FreakShow. Elle y joue le rôle d'Elsa Mars, une expatriée Allemande propriétaire d'un freak show, avide de gloire et de fortune. Cette quatrième saison bat encore des records. Bien que n'étant pas une chanteuse, Lange interprète les chansons Life on Mars? de David Bowie, Gods And Monsters de Lana Del Rey ainsi que Heroes de David Bowie, qui deviennent très vite populaires notamment sur YouTube et se classant même dans le Top 10 des meilleures ventes sur iTunes.
Pour son rôle d'Elsa Mars, Lange est nommée une quinzième fois au Golden Globe. À la Paleyfest 2015, Jessica Lange annonce qu'elle ne sera pas dans la saison 5 d'American Horror Story. C'est Lady Gaga que Ryan Murphy choisit pour la remplacer. Elle apparait aux côtés de Demi Moore et Shirley MacLaine dans le film Wild Oats, sorti à l'été 2015. En 2016, elle apparaît dans la web-série Horace & Peter, aux côtés de Steve Buscemi et Louis C.K. En avril, elle reprend le rôle de Mary Cavan Tyrone dans la pièce Le Long Voyage vers la nuit et reçoit par la même occasion une ovation de la critique. En juin 2016, elle remporte son premier Tony Award ainsi que plusieurs autres prix.
Lange joue également Joan Crawford dans la nouvelle série de Ryan Murphy, Feud, où Susan Sarandon interprète Bette Davis. La première saison suit le conflit entre les deux grandes actrices sur le tournage du film Qu'est-il arrivé à Baby Jane ?. La série est produite par Brad Pitt.
En août 2018, il est annoncé que Jessica Lange fera une apparition lors d'un épisode de la huitième saison d'American Horror Story.

## Vie personnelle
Jessica Lange a été mariée au photographe Francisco « Paco » Grande de 1970 à 1981. Bien qu'ils se soient séparés peu avant d'emménager en Europe, au milieu des années 1970, ils ne divorceront qu'en 1981, après que Lange lui a donné une somme d'argent non dévoilée comme pension alimentaire. Entre 1976 et 1982, Jessica a une liaison avec le danseur de ballet russe Mikhaïl Barychnikov, avec qui elle a son premier enfant, Aleksandra « Shura » Baryshnikov (en), née le 5 mars 1981. Pendant cette période, elle est également proche de Bob Fosse avec qui elle reste liée jusqu'à sa mort en 1987. En 1982, elle entame une liaison avec le dramaturge Sam Shepard. Ils ont deux enfants : Hannah Jane (née en 1985) et Samuel Walker (né en 1987). Ils ont vécu ensemble en Virginie, au Nouveau-Mexique, dans le Minnesota et à New York, avant de se séparer en 2009.
Jessica Lange n'est adepte d'aucune religion, même si elle a admis pratiquer le bouddhisme. Elle en a dit : « C'est une discipline qui a du sens plus qu'autre chose car c'est comme une science. Je n'ai jamais été une personne religieuse. J'ai toujours cherché un sens spirituel. Je n'ai pas grandi en allant à l'église. La famille de ma mère était athée et du côté de mon père, c'était confus. »
Lange a également admis avoir souffert de graves épisodes dépressifs, elle s'est exprimée à ce sujet : « Je n'ai jamais cru en la psychanalyse ou la thérapie ou quoi que ce soit de ce genre. Je n'ai jamais rien fait de tel. Même si mon côté sombre est en sommeil maintenant, il continue à jouer un grand rôle dans quelque capacité que j'aie d'être créative. C'est le puits dans lequel je peux m'enfoncer, où toute l'angoisse, la rage et la tristesse sont rangées ».

### Photographie
En 2008, Jessica Lange publie sa propre collection de photographies en noir et blanc intitulée 50 Photographs, avec une introduction spéciale de Patti Smith. Une exposition de son travail, ainsi qu'une diffusion de son travail dans le milieu cinématographique, est présentée dans le plus vieux musée de films et photographies, le George Eastman House, après que Lange a reçu le George Eastman House Honors Award en 2009. En 2010, elle publie un second ouvrage, In Mexico. Plus récemment, elle publie un livre pour enfant, It's About a Little Bird, dans lequel elle met en scène ses deux petites-filles. En 2014, elle expose pour la première fois en Russie au Multimedia Art Museum de Moscou.

### Travail humanitaire et engagements politiques
Lange est une ambassadrice de bonne volonté pour l'UNICEF, spécialisée dans l'épidémie de VIH/SIDA en République du Congo et dans la sensibilisation sur cette maladie en Russie.
En 2002, elle prend parti contre la guerre d'Irak critique publiquement le président américain George W. Bush, qualifiant son parti d'égoïste et hypocrite[réf. nécessaire]. Elle défend également les droits de l'homme pour les moines bouddhistes du Népal.
Au début des années 1990, elle élève une enfant handicapée originaire de Roumanie.

## Filmographie

### Cinéma
- 1976 : King Kong de John Guillermin : Dwan
- 1979 : Que le spectacle commence (All That Jazz) de Bob Fosse : Angelique, L'Ange de la Mort
- 1980 : Les nanas jouent et gagnent (How to Beat the High Co$t of Living) de Robert Scheerer : Louise Travis
- 1981 : Le Facteur sonne toujours deux fois (The Postman Always Rings Twice) de Bob Rafelson : Cora Smith
- 1982 : Tootsie de Sydney Pollack : Julie Nichols
- 1982 : Frances de Graeme Clifford : Frances Farmer
- 1984 : Les Moissons de la colère (Country) de Richard Pearce : Jewell Ivy
- 1985 : Sweet Dreams de Karel Reisz : Patsy Cline
- 1986 : Crimes du cœur (Crimes of the Heart) de Bruce Beresford : Margaret Magrath
- 1988 : Far North de Sam Shepard : Kate
- 1989 : Everybody's All-American de Taylor Hackford : Babs Rogers Grey
- 1989 : Music Box de Costa-Gavras : Ann Talbot
- 1990 : Les Hommes de ma vie (Men Don't Leave) de Paul Brickman : Beth Macauley
- 1991 : Les Nerfs à vif (Cape Fear) de Martin Scorsese : Leigh Bowden
- 1992 : La Loi de la nuit (Night and the City) d'Irwin Winkler : Helen Nasseros
- 1994 : Blue Sky de Tony Richardson : Carly Marshall
- 1995 : Losing Isaiah de Stephen Gyllenhaal : Margaret Lewin
- 1995 : Rob Roy de Michael Caton-Jones : Mary MacGregor
- 1997 : Secrets de Jocelyn Moorhouse : Ginny Cook Smith
- 1998 : Du venin dans les veines (Hush) de Jonathan Darby : Martha Baring
- 1998 : La Cousine Bette (Cousin Bette) de Des McAnuff : Cousine Bette
- 1999 : Titus de Julie Taymor : Tamora, Reine des Goths
- 2001 : Prozac Nation d'Erik Skjoldbjærg : Mrs Wurtzel
- 2003 : Masked and Anonymous de Larry Charles : Nina Veronica
- 2003 : Big Fish de Tim Burton : Sandra K. Bloom
- 2005 : Broken Flowers de Jim Jarmusch : Carmen Markowski
- 2005 : Don't Come Knocking de Wim Wenders : Doreen
- 2005 : Neverwas de Joshua Michael Stern : Katherine Pierson
- 2006 : Bonneville de Christopher N. Rowley : Arvilla Holden
- 2012 : Je te promets (The Vow) de Michael Sucsy : Rita Thornton
- 2013 : En secret (In Secret) de Charlie Stratton : Madame Raquin
- 2014 : The Gambler de Rupert Wyatt : Roberta
- 2015 : Wild Oats d'Andy Tennant : Maddie
- 2022 : Marlowe de Neil Jordan : Dorothy Quincannon
- 2025 : Long Day's Journey Into Night de Jonathan Kent : Mary Tyrone

### Télévision

#### Téléfilms
- 1984 : La Chatte sur un toit brûlant (en) (Cat on a Hot Tin Roof) de Jack Hofsiss : Maggie
- 1992 : O Pioneers! de Glenn Jordan : Alexandra Bergon
- 1995 : Un tramway nommé Désir (A Streetcar Named Desire) de Glenn Jordan : Blanche DuBois
- 2003 : Normal de Jane Anderson : Irma Applewood
- 2007 : Sybil de Joseph Sargent : Dr Cornelia Wilbur
- 2009 : Grey Gardens de Michael Sucsy : Edith Ewing Bouvier, dite "Big Eddie" (Tante de Jackie Kennedy)
- 2024 : The Great Lillian Hall de Michael Cristofer : Lillian Hall

#### Séries télévisées
- 1998 : Stories from My Childhood : la Princesse cygne (voix - 1 épisode)
- 2011 : American Horror Story: Murder House : Constance Langdon (11 épisodes)
- 2012-2013 : American Horror Story: Asylum : Sœur Jude / Judy Martin (13 épisodes)
- 2013-2014 : American Horror Story: Coven : Fiona Goode (13 épisodes)
- 2014-2015 : American Horror Story: Freak Show : Elsa Mars (13 épisodes)
- 2017 : Feud : Bette & Joan : Joan Crawford (8 épisodes)
- 2018 : American Horror Story: Apocalypse : Constance Langdon (2 épisodes)
- 2019 : The Politician : Dusty Jackson (6 épisodes)
- 2024 : Feud : Les Trahisons de Truman Capote (Feud: Capote vs The Swans) : Lillie May Faulk

### Web série
- 2016 : Horace and Pete : Marsha (3 épisodes)

## Théâtre
- 1964 : Love Rides the Rails (alias Will the Mail Train Run Tonight?) de Morland Cary, DLHS, Detroit Lakes, Minnesota : Carlotta Cortez
- 1980 : Angel on My Shoulder, Caroline du Nord
- 1992 : Un tramway nommé Désir (A Streetcar Named Desire) de Tennessee Williams, mise en scène Gregory Mosher, Théâtre Ethel Barrymore, Broadway : Blanche DuBois
- 1996 : Un tramway nommé Désir, mise en scène Peter Hall, Theatre Royal Haymarket, Londres : Blanche DuBois
- 2000 : Le Long Voyage vers la nuit (Long Day's Journey into Night) d'Eugene O'Neill, mise en scène Robin Phillips, Lyric Theatre, Londres : Mary Cavan Tyrone
- 2005 : La Ménagerie de verre (The Glass Menagerie) de Tennessee Williams, mise en scène David Leveaux, Théâtre Ethel Barrymore, Broadway : Amanda Wingfield
- 2007 : La Ménagerie de verre, mise en scène Rupert Goold, Lyric Theater, Londres : Amanda Wingfield
- 2016 : Le Long Voyage vers la nuit, mise en scène Jonathan Kent, American Airlines Theatre, Broadway : Mary Cavan Tyrone
- 2024 : Mother Play de Paula Vogel, mise en scène Tina Landau, Hayes Theater (Second Stage), Broadway : Phyllis

## Distinctions

### Récompenses
- Golden Globes 1977 : Révélation féminine de l'année pour King Kong
- New York Film Critics Circle Awards 1982 : Meilleure actrice dans un second rôle pour Tootsie
- Bambi Awards 1983 : Meilleure actrice pour Tootsie et Le facteur sonne toujours deux fois
- Boston Society of Film Critics Awards 1983 : Meilleure actrice pour Tootsie
- Festival international du film de Moscou 1983 : Meilleure actrice pour Frances
- Golden Globes 1983 : Meilleure actrice dans un second rôle pour Tootsie
- Kansas City Film Critics Circle Awards 1983 : Meilleure actrice pour Tootsie
- National Society of Film Critics Awards 1983 : Meilleure actrice dans un second rôle pour Tootsie
- Oscars 1983 : Meilleure actrice dans un second rôle pour Tootsie
- Prix Joseph-Plateau 1985 : Meilleure actrice
- Prix Joseph-Plateau 1986 : Meilleure actrice
- Theater World Award 1992 : Prix pour Un tramway nommé Désir
- Los Angeles Film Critics Association Awards 1994 : Meilleure actrice pour Blue Sky
- Golden Globes 1995 : Meilleure actrice dans un film dramatique pour Blue Sky
- Oscars 1995 : Meilleure actrice pour Blue Sky
- Golden Globes 1996 : Meilleure actrice dans une mini-série où un téléfilm pour Un tramway nommé Désir
- Primetime Emmy Awards 1996 : Meilleure actrice dans une mini-série où un téléfilm pour A Streetcar Named Desire
- Prix Sant Jordi du cinéma 1996 : Meilleure actrice étrangère pour Blue Sky
- Western Heritage Awards 1996 : Meilleur téléfilm pour Blue Sky, partagé avec Craig Anderson, Glenn Jordan, David Strathairn, Robert W. Lenskiet Willa Cather
- Prix Sant Jordi du cinéma 1999 : Meilleure actrice étrangère pour A Thousand Acres, partagé avec Jennifer Jason Leigh et Michelle Pfeiffer
- Women in Film Crystal Awards 2000 : Crystal Award
- Festival de Saint-Sébastien 2002 : Prix pour l'ensemble de sa carrière
- Primetime Emmy Awards 2003 : Meilleure actrice dans une mini-série où un téléfilm pour Normal
- Golden Globes 2004 : Meilleure actrice dans une mini-série où un téléfilm pour Normal
- Primetime Emmy Awards 2009 : Meilleure actrice dans une mini-série où un téléfilm pour Grey Gardens
- Golden Globes 2010 : Meilleure actrice dans une mini-série où un téléfilm pour Grey Gardens
- Satellite Awards 2011 : Meilleure interprétation pour American Horror Story
- Golden Globes 2012 : Meilleure actrice dans un second rôle dans une série, une mini-série ou un téléfilm pour American Horror Story
- Primetime Emmy Awards 2012 : Meilleure actrice dans un second rôle dans une série, une mini-série ou un téléfilm pour American Horror Story
- Screen Actors Guild Awards 2012 : Meilleure actrice dans une série dramatique pour American Horror Story
- Golden Globes 2013 : Meilleure actrice dans une mini-série ou un téléfilm pour American Horror Story
- Primetime Emmy Awards 2014 : Meilleure actrice dans une mini-série ou un téléfilm pour American Horror Story

### Nominations
- Los Angeles Film Critics Association Awards 1982 : Meilleure actrice pour Frances
- New York Film Critics Circle Awards 1982 : Meilleure actrice pour Tootsie
- Fotogramas de Plata 1983 : Meilleure actrice étrangère pour Le facteur sonne toujours deux fois
- Golden Globes 1983 : Meilleure actrice dans un film dramatique pour Frances
- National Society of Film Critics Awards 1983 :
  - Meilleure actrice pour Frances
  - Meilleure actrice pour Tootsie
- Oscars 1983 : Meilleure actrice pour Frances
- BAFA 1984 : Meilleure actrice pour Tootsie
- Golden Globes 1985 : Meilleure actrice dans un film dramatique pour Les Moissons de la colère
- Oscars 1985 : Meilleure actrice pour Country
- National Society of Film Critics Awards 1986 : Meilleure actrice pour Sweet Dreams
- Oscars 1986 : Meilleure actrice pour Sweet Dreams
- Golden Globes 1990 : Meilleure actrice dans un film dramatique pour Music Box
- Oscars 1990 : Meilleure actrice pour Music Box
- National Society of Film Critics Awards 1991 : Meilleure actrice pour Men Don't Leave
- Golden Globes 1993 : Meilleure actrice dans une mini-série ou un téléfilm pour O Pioneers!
- Chicago Film Critics Association Awards 1995 : Meilleure actrice pour Blue Sky
- National Society of Film Critics Awards 1995 : Meilleure actrice pour Blue Sky
- Screen Actors Guild Awards 1995 : Meilleure actrice dans un téléfilm ou une mini-série pour Blue Sky
- Golden Globes 1998 : Meilleure actrice dans un film dramatique pour Secrets
- Satellite Awards 2000 : Meilleure actrice dans un second rôle dans un drame pour Titus
- Satellite Awards 2004 : Meilleure interprétation féminine dans une mini-série où un téléfilm pour Normal
- Primetime Emmy Awards 2009 : Meilleure actrice dans une mini-série ou un téléfilm pour Grey Gardens
- Prism Award 2009 : Meilleure interprétation féminine dans une mini-série où un téléfilm pour Sybil
- Satellite Awards 2009 : Meilleure interprétation féminine dans une mini-série où un téléfilm pour Grey Gardens
- Prism Awards 2010 : Meilleure interprétation féminine dans une mini-série où un téléfilm pour Grey Gardens
- Screen Actors Guild Awards 2010 : Meilleure actrice dans un téléfilm ou une mini-série pour Grey Gardens
- Golden Globes 2012 : Meilleure actrice dans un second rôle dans une série, mini-série ou un téléfilm pour American Horror Story[8]
- Primetime Ammy Awards 2012 : Meilleure actrice dans un second rôle dans une mini-série ou un téléfilm pour American Horror Story
- Saturn Awards 2012 : Meilleure actrice dans une série dramatique pour American Horror Story
- Television Critics Association Awards 2012 : Meilleure interprétation dans une série dramatique pour American Horror Story
- Primetime Emmy Awards 2013 : Meilleure actrice dans une mini-série ou un téléfilm pour American Horror Story
- Saturn Awards 2013 : Meilleure actrice dans un second rôle dans une série dramatique pour American Horror Story
- Screen Actors Guild Awards 2013 : Meilleure actrice dans une série dramatique pour American Horror Story
- Primetime Emmy Awards 2014 : Meilleure actrice dans une mini-série ou un téléfilm pour American Horror Story
- Primetime Emmy Awards 2017 : Meilleure actrice dans une mini-série ou un téléfilm pour Feud

## Voix françaises
| - Béatrice Delfe dans : - King Kong - Broken Flowers - American Horror Story (série télévisée) - The Gambler - The Politician (série télévisée) - Feud (série télévisée, saison 2) - The Great Lillian Hall (en) - Micky Sébastian dans : - Music Box - Du venin dans les veines - Big Fish - Feud (série télévisée, saison 1) - Françoise Dorner dans : - Frances - Les Nerfs à vif - Un tramway nommé Désir (téléfilm) - Véronique Augereau dans : - Titus - Don't Come Knocking - Grey Gardens (téléfilm) | - Évelyn Séléna (*1939 - 2025) dans : - Que le spectacle commence - Tootsie - Élisabeth Wiener dans : - Le facteur sonne toujours deux fois - La Loi de la nuit - Annie Sinigalia dans : - Les Moissons de la colère - Marlowe - Corinne Le Poulain (*1948 - 2015) dans : - Everybody's All-American - Secrets - Clara Borras dans : - La Cousine Bette - Bonneville Et aussi - Francine Lainé (*1945 - 2014) dans Les nanas jouent et gagnent - Ginette Pigeon dans Losing Isaiah - Anne Canovas dans Rob Roy |